# ガーゴイル

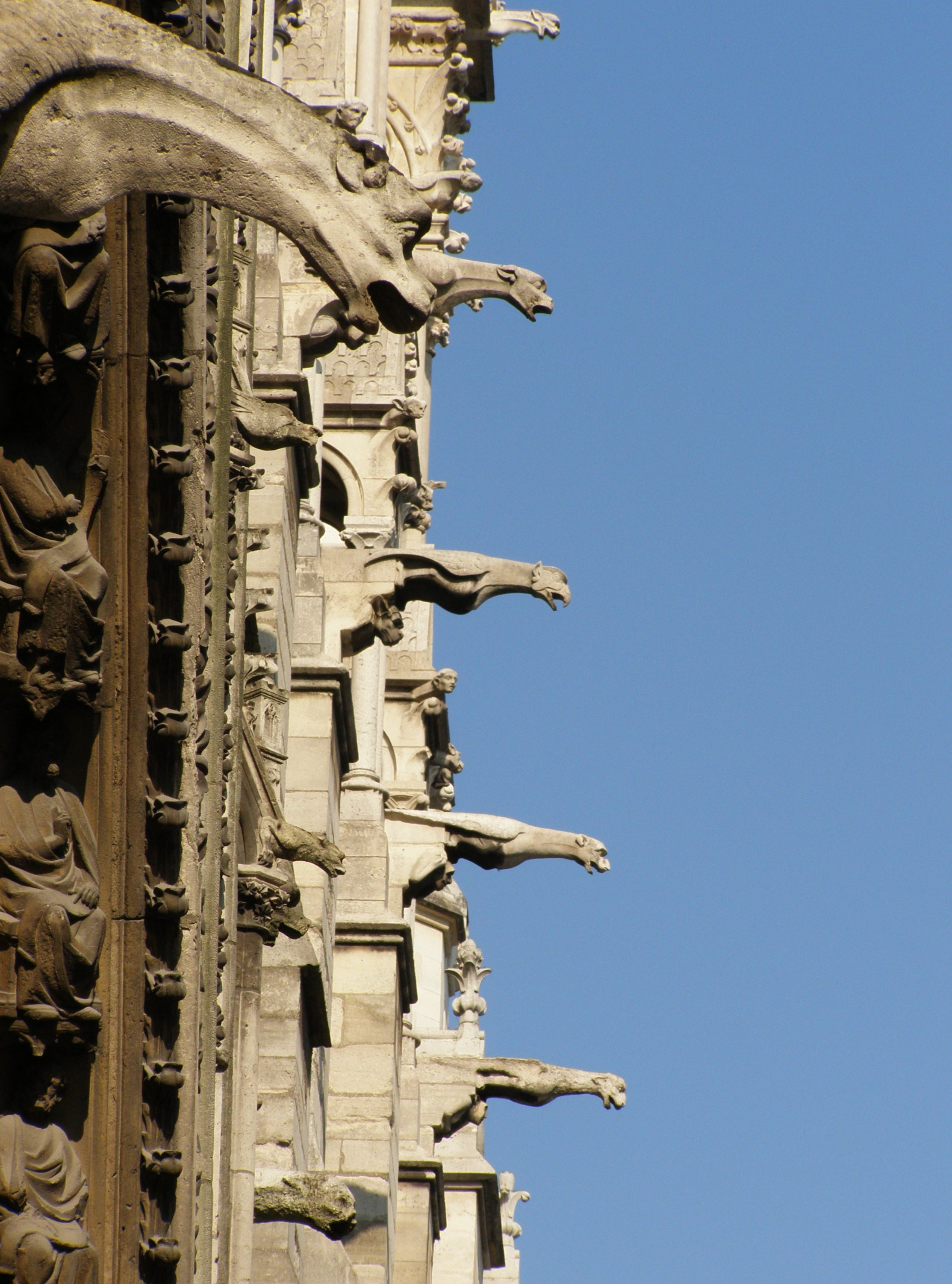
パリのノートルダム大聖堂のガーゴイル

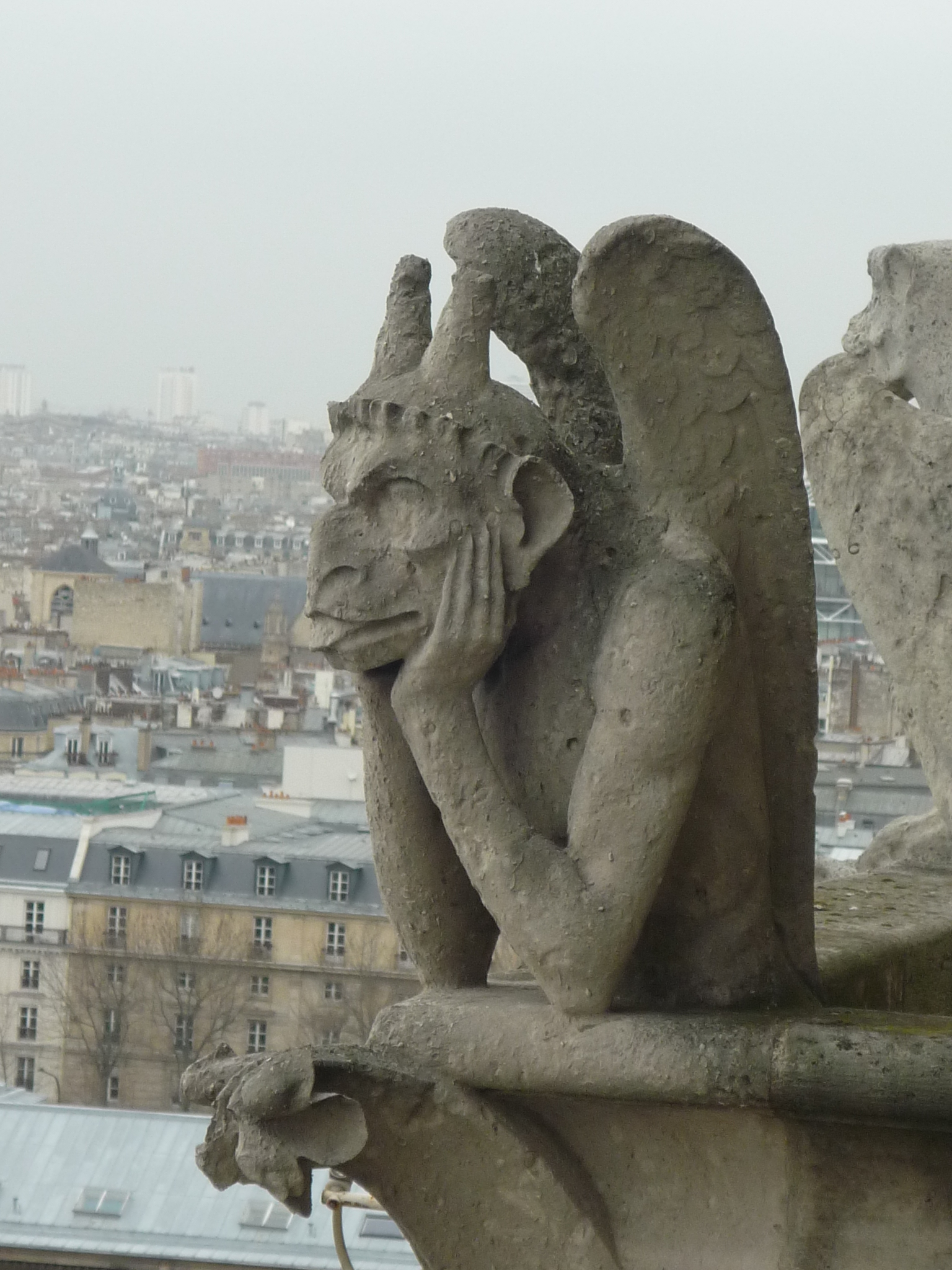
パリのノートルダム大聖堂のグロテスク

ガーゴイル（英: gargoyle）は、雨樋の機能をもつ、怪物などをかたどった彫刻である。単なる雨樋単体や彫刻単体ではガーゴイルとは呼ばない。本来の意味である彫刻としてのガーゴイルは、主として西洋建築の屋根に設置され、雨樋から流れてくる水の排出口としての機能を持つ。
フランス語ではガルグイユ (gargouille)、イタリア語ではドッチオーネ (doccione)、ドイツ語ではアウスグス (Ausguss)、ヴァッサーシュパイアー (Wasserspeier)、中国語では石像鬼（シィーシャングイ）という。日本語では樋嘴（ひはし）ともいう。

## 語源
英語のガーゴイル（英: gargoyle）はフランス語のガルグイユ（仏: gargouille）に由来する。原義は「のど」（ラテン語: gurgulio）であり、その近縁語は、水が流れるときのゴボゴボというような音を表す語根(擬声語) gar から派生している（例： 仏: gargariser、英: gargle〔うがいをする〕）。

## 雨どいの歴史

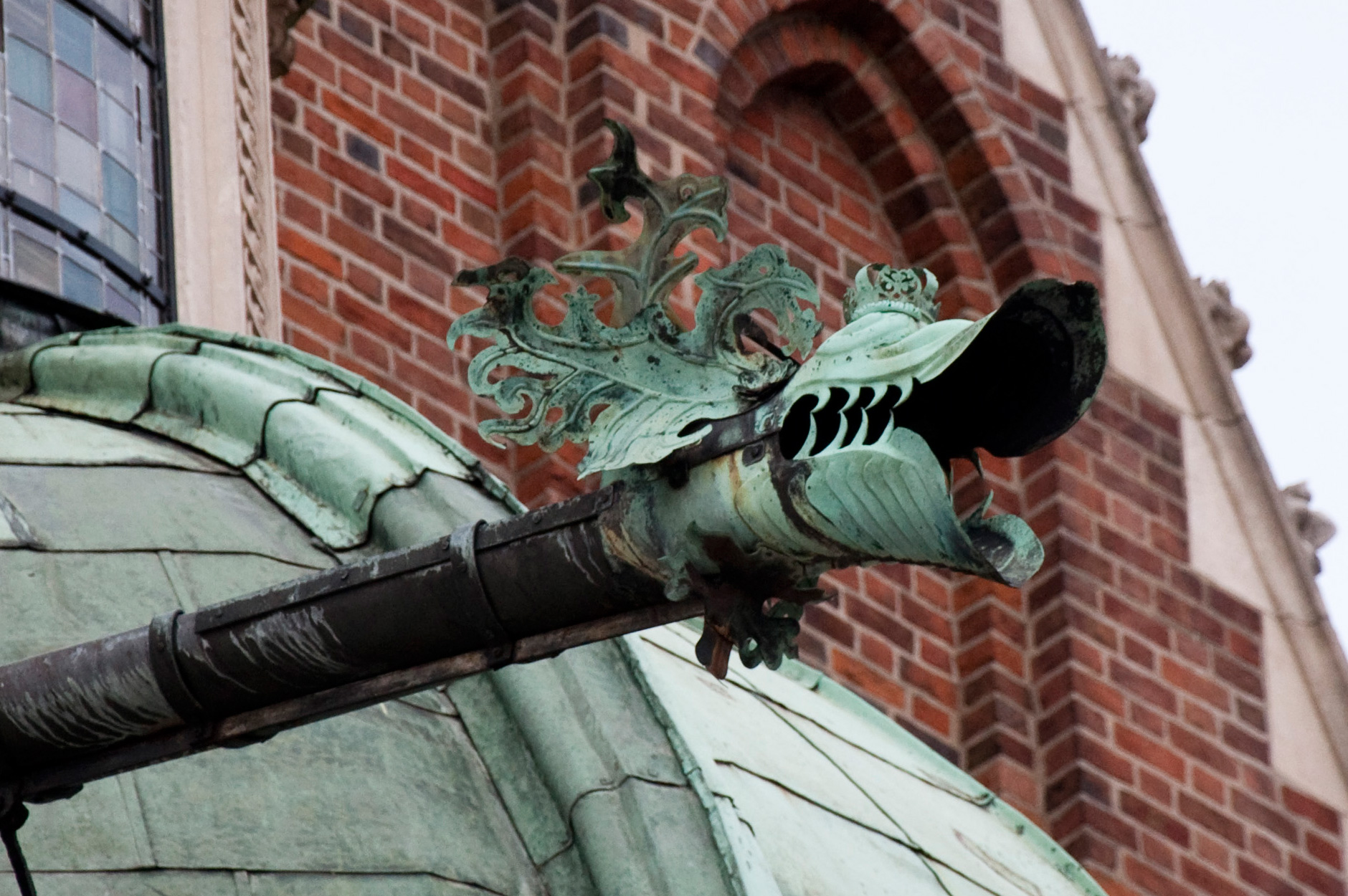

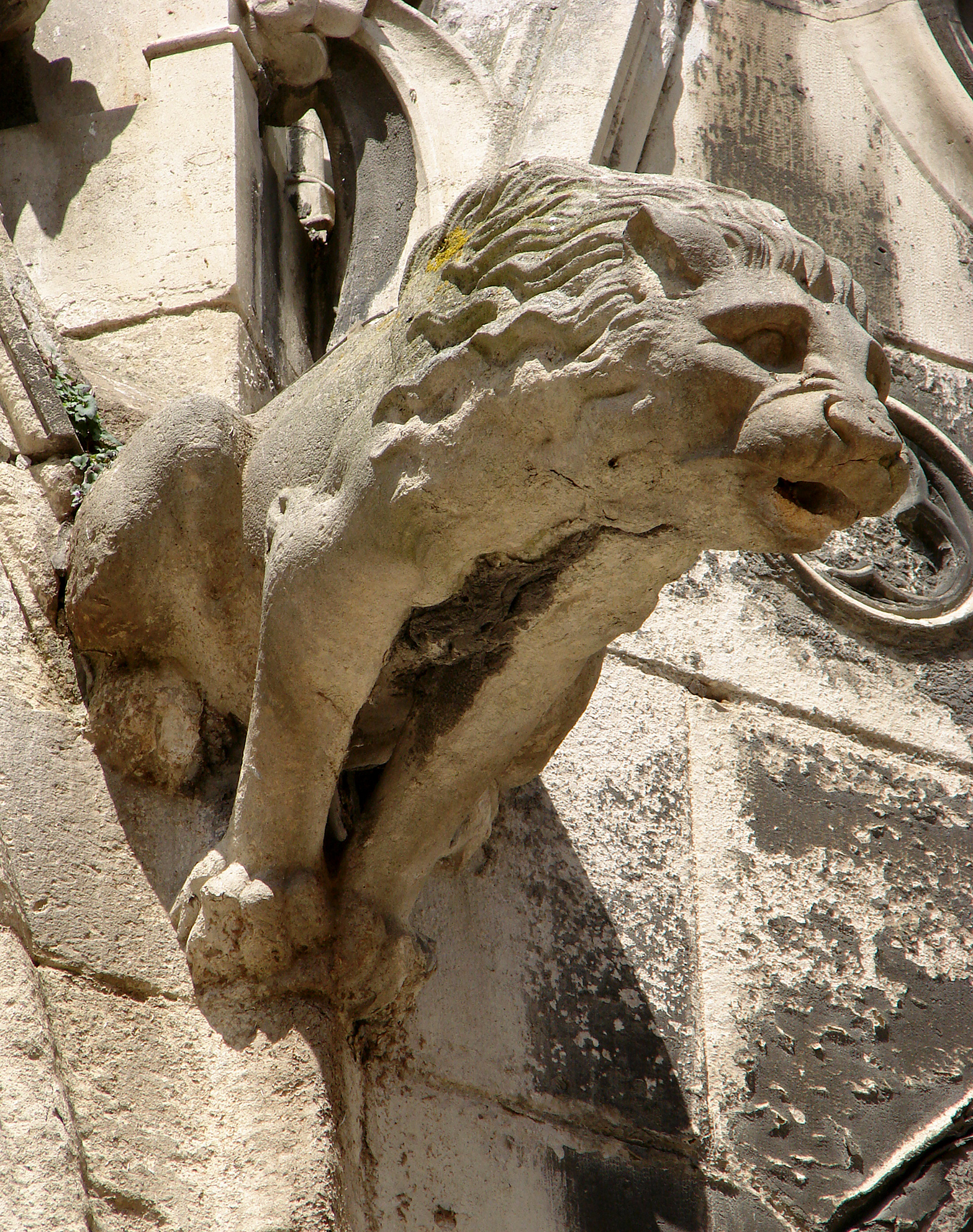

ガーゴイルは雨どいである。そして、芸術であるとともに、宗教的意味合いが強い。例えば古代エジプトでは寺院の平らな屋根の上にガーゴイルがあり、その吐き出す水で聖杯などを洗っていた。
また、古代ギリシアの神殿では、屋根の突出部についた大理石でできたライオンの口やテラコッタ（赤土の素焼き）でできた貝殻から水が流れ出るようになっていた。さらにポンペイで発見された数多くのテラコッタ（赤土の素焼き）のガーゴイルは、さまざまな動物をかたどったものであった。
怪物の姿をしたガーゴイルの多くは中世以降に登場するが、悪魔・怪物・架空の動物などグロテスクなものから、普通の人間や動物も使われ、その形態は幅広い。

## ゴシック大聖堂のガーゴイル

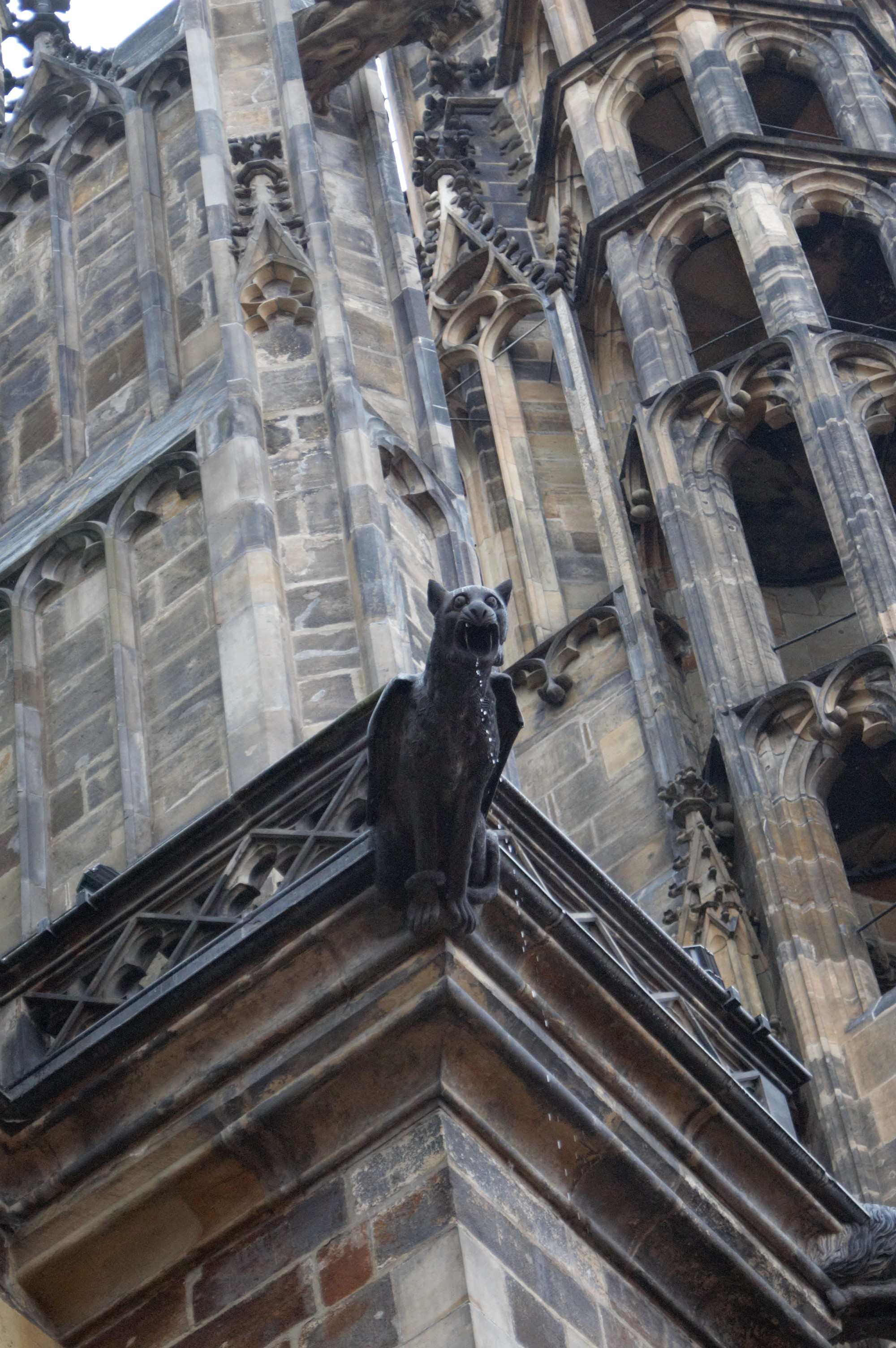

動物の姿をした石造りの雨樋は古代からあるが、中世ヨーロッパの聖堂建築には、もともと雨樋はなかった。しかし、13世紀に盛んに建設されたゴシック建築の大聖堂は、高く勾配の急な屋根を特徴としており、雨水が勢いよく流れ落ちるようになっていた。そのため、雨水が壁面を濡らして漆喰を侵さぬように、外壁から離れて水を落とす吐水口が必要となった。それは単なる水落としではなく、グロテスクな動物や怪物の姿に造形され、その口から水を吐き出すようにできている装飾的な雨樋であった。19世紀の建築家ヴィオレ・ル・デュックによると、大聖堂にガーゴイルを設置した最初の例は1220年頃のラン大聖堂のものであるが、それは素朴ながらすでに動物の頭部を模したものであった。その後、ガーゴイルは次第に洗練度を高め、より複雑に装飾的になっていった。

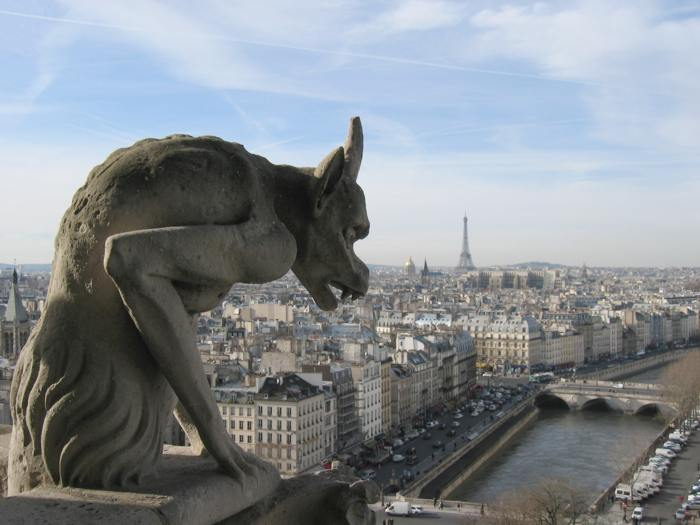
パリのノートルダム大聖堂のグロテスク

パリのノートルダム大聖堂に多数みられる怪物群はガーゴイルとして有名であるが、その多くは19世紀に行われた修復の際にヴィオレ・ル・デュックらが加えたものである。もともとあった外壁の彫刻はフランス革命の頃にほとんど破壊されてしまった。ノートルダム大聖堂には、鐘塔の基部の欄干からパリ市街を睥睨するように据えられた悪魔のような像があるが、この怪物像は雨樋の用を成しておらず、シメールあるいはグロテスクと呼ばれている。
ガーゴイルの象徴的意味に関して、美術史家エミール・マールは、こうしたガーゴイルの姿は民衆の想像力を反映しているのみで特段の意味はない、と論じた。ユイスマンスは、ガーゴイルは大聖堂から罪を外部へ吐き出している状況をあらわしていると指摘した。ロマネスクの聖堂にも奇怪な動物や人間の顔面がみられるが、それらは古くからの伝統に由来しており、古代の人面装飾との関連を指摘する向きもある。動物の面や頭部の彫像は古来、魔除けに用いられてきた。美術史家の馬杉宗夫は、ゴシック期の13世紀に制作されたガーゴイルは、そうしたロマネスク聖堂にもみられる、建物を守護する動物像の伝統を引き継いだものではないかと考察している。14-15世紀の後期ゴシックでは、こうした異形の動物像は次第に滑稽味のある人間像のガーゴイルに取って代わられ、動物や悪魔的姿のガーゴイルは衰退していく。とはいえ、今でもわずかながら教会堂にガーゴイルの意匠を作り上げる例は存在する。

## 起源の伝説
後付けで作られた伝説だが、フランス北部のルーアンの街の近くのセーヌ川河畔の洞窟にガーゴイルという名の竜が棲んでいた。竜は洪水を引き起こすほどの水を吐き出し、河に嵐や竜巻を起こし、牛や人間を沼地に引きずり込んで食べ、さらに口から出す炎で全て焼き尽した。そのため、ルーアンの住人達は竜をなだめるために毎年生きたままの人間を生贄に差し出していた。
6世紀に、ロマヌス司祭がルーアンにやって来て、街の住人が洗礼を受けて教会堂を建てる約束をすれば、ガーゴイルを追い払うと約束した。
ロマヌスは2人の重罪人を囮に、竜と対決して捕え、十字架で串刺しにし帯を首に巻きつけてつないで動きを封じると、ルーアンに連れて行き、薪で火あぶりにして燃やした。だが、頑強な頭と首だけは燃え残った。街の人たちは頭部を悪魔ばらいのお守りとしてルーアンの聖堂にさらした。それ以来、聖堂の雨樋にはガーゴイルを象り飾るようになった。ロマヌスは聖人に列せられた。

## 近年
バルセロナのサグラダ・ファミリアではアントニ・ガウディが、ヘビやトカゲの形態のガーゴイルを残している。
スイスの建築家ル・コルビュジエはロンシャンの礼拝堂で、ガーゴイルを取り入れている。